# Дом, где родился О. Г. Десняк
Дом, где родился О. Г. Десняк или Дом Олексы Десняка — памятник истории местного значения в Бондаревке.

## История
Решением исполкома Черниговского областного совета народных депутатов от 31.05.1971 № 286 дому присвоен статус памятник истории местного значения с охранным № 1752 под названием Дом, где родился О. Г. Десняк (Руденко) — украинский советский писатель.

## Описание
В этом доме в 1909 году родился, провёл детские и юношеские годы украинский советский писатель и журналист Олекса Десняк. В 1916-1920 годы учился в Бондаревской сельской школы, затем — в Борзнянском профтехучилище. После её окончания работал секретарём, библиотекарем Бондаревского дома-читальни, секретарём сельского к-ту бедных крестьян. В 1928-1931 годы учился в Черниговском институте социального воспитания.
Дом построен в 1908 году. Одноэтажный, деревянный дом, площадью 52 кв. м. Имеет две комнаты и веранду.
В 1965 году на фасаде дома установлена мемориальная доска (мрамор, 0,6 х 0,75 м).